# Nitocra sewelli
Nitocra sewelli är en kräftdjursart som beskrevs av Gurney 1927. Nitocra sewelli ingår i släktet Nitocra och familjen Ameiridae.

## Underarter
Arten delas in i följande underarter:
- N. s. huntsmani
- N. s. sewelli